# Matthew Amoah
Matthew Amoah (24 de octubre de 1980, Tema, Gran Acra) es un exfutbolista ghanés que jugaba como delantero. Su último equipo fue el SC Heerenveen de Holanda. 

## Trayectoria
Amoah comenzó su carrera en el Vitesse holandés en 1998. Fue cedido a préstamo al año siguiente al club Fortuna Sittard del mismo país, pero volvió al Vitesse y en esta segunda etapa en el club estuvo durante 5 años.
En el 2005 se fue al Borussia Dortmund de Alemania, en donde jugó durante solo una temporada.
Volvió a Holanda en 2007 más precisamente al NAC Breda en donde se desempeñó hasta el 2011.

## Selección nacional
Debutó con la Selección de fútbol de Ghana en 2002. 
Disputó 5 encuentros de clasificación para el Mundial de Alemania 2006 en donde fue convocado. En este torneo jugó los 4 partidos de Ghana hasta que cayeron derrotados en Octavos de final.
También participó en 7 partidos y marcó 5 goles que ayudaron a Ghana a clasificar para la Copa Mundial de Fútbol de 2010.
Fue citado para disputar las Copa Africana de Naciones de 2002, 2006 y 2010.

### Participaciones en Copas del Mundo
| Mundial                        | Sede      | Resultado        |
| ------------------------------ | --------- | ---------------- |
| Copa Mundial de Fútbol de 2006 | Alemania  | Octavos de final |
| Copa Mundial de Fútbol de 2010 | Sudáfrica | Cuartos de final |

### Participaciones enCopa Africana de Naciones
| Copa Africana                  | Sede   | Resultado        |
| ------------------------------ | ------ | ---------------- |
| Copa Africana de Naciones 2002 | Mali   | Cuartos de final |
| Copa Africana de Naciones 2006 | Egipto | Primera Ronda    |
| Copa Africana de Naciones 2010 | Angola | Subcampeón       |

## Clubes
| Club              | País         | Año             |
| ----------------- | ------------ | --------------- |
| SBV Vitesse       | Países Bajos | 1998-1999       |
| Fortuna Sittard   | Países Bajos | 1999-2000       |
| SBV Vitesse       | Países Bajos | 2000-2005       |
| Borussia Dortmund | Alemania     | 2005-2006       |
| NAC Breda         | Países Bajos | 2007-2011       |
| Mersin İdmanyurdu | Turquía      | 2011-2012       |
| SC Heerenveen     | Países Bajos | 2012 - Presente |